# Dobrič, Bolgarija
Dobrič (bolgarsko Добрич; romunsko Bazargic, turško Hacıoğlu Pazarcık) je glavno mesto istoimenske oblasti v severovzhodni Bolgariji oz. južni Dobrudži v bližini obale Črnega morja. Preden ga je leta 1940 dobila Bolgarija, je mesto pripadalo Romuniji. 
V letih 1949–1990 se je mesto Dobrič imenovalo Tolbuhin po sovjetskem maršalu Fjodorju Ivanoviču Tolbuhinu (1894–1949). Leta 2011 je imelo 91.030 prebivalcev in je deveto največje v državi.